# Şimal
Şimal är en ort i Azerbajdzjan.   Den ligger i distriktet Xaçmaz Rayonu, i den nordöstra delen av landet, 190 km nordväst om huvudstaden Baku. Antalet invånare är 531.
Terrängen runt Şimal är platt. Närmaste större samhälle är Yalama, 7,5 km sydväst om Şimal.
I omgivningarna runt Şimal växer i huvudsak lövfällande lövskog. Runt Şimal är det ganska tätbefolkat, med 129 invånare per kvadratkilometer.